# Myiophobus phoenicomitra
A Myiophobus phoenicomitra a madarak (Aves) osztályának a verébalakúak (Passeriformes) rendjéhez, ezen belül a királygébicsfélék (Tyrannidae) családjához tartozó faj.

## Előfordulása
Kolumbia, Ecuador és Peru területén honos.

## Alfajai
- Myiophobus phoenicomitra litae (Hartert, 1900)
- Myiophobus phoenicomitra phoenicomitra (Taczanowski & Berlepsch, 1885)